# Tipula (Lunatipula) bulbosa
Tipula (Lunatipula) bulbosa is een tweevleugelige uit de familie langpootmuggen (Tipulidae). De soort komt voor in het Palearctisch gebied.